# Wodziłówka
Wodziłówka – wieś w Polsce położona w województwie podlaskim, w powiecie monieckim, w gminie Knyszyn.
W latach 1919–1954 miejscowość znajdowała się w granicach miasta Knyszyna.
W latach 1975–1998 miejscowość administracyjnie należała do województwa białostockiego.

## Historia
W Wodziłówce znajdował się średniowieczny dwór obronny, ryglujący rozwidlenie na drodze biegnącej z państwa zakonu krzyżackiego przez Goniądz do Grodna oraz Brześcia. Tą droga Krzyżacy prowadzili łupieżcze najazdy na tereny Litwy. Po Bitwie pod Grunwaldem w 1410 roku, gdy najazdy krzyżackie ustały, dwór pełnił rolę stanicy myśliwskiej Witolda, Kazimierza Jagiellończyka i Aleksandra Jagiellończyka. Dwór powstał po 1355 roku i zniszczony został w roku 1502 przez Mikołaja Radziwiłła. W 1536 roku tereny te zostały przejęte przez królową Bonę Sforzę.
W Wodziłówce urodził się Czesław Kudzinowski profesor języka fińskiego, autor największego dotychczas wydanego słownika fińsko-polskiego i podręcznika gramatyki fińskiej.